# Fumiya Kogure
Fumiya Kogure (木暮 郁哉, Kogure Fumiya) est un footballeur japonais né le 28 juin 1989. Il évolue au poste de milieu de terrain.